# 杜坦
杜坦（？—？），京兆杜陵（今陕西省西安市）人。南北朝时刘宋官员。西晉將領杜預玄孫，杜坦弟杜驥亦在宋仕官。

## 生平
杜坦曾祖凉州军司杜耽在西晉亡後留在涼州，仕於前涼，其家族遂一直留在北方，至前涼亡後遷至關中。義興十三年（417年），刘裕北伐，灭盤據關中的后秦姚氏政权，杜坦兄弟遂隨劉裕军队回到晉廷。杜坦出身大族京兆杜氏，又涉獵史傳，而後亦得宋文帝厚遇，歷任後軍將軍、散騎常侍、龍驤將軍、青冀二州刺史及南平王劉鑠的右將軍司馬；然而礙於他是後來才南渡，一直沒能得到和早來僑姓士族一樣的地位，遭受歧視和排斥，始终未能進入权力核心，故令其一直耿耿於懷。一日刘义隆與杜坦谈论金日磾，嘆息說“恨今世无复如此辈人”，杜坦故意說：“假使生乎今世，養馬不暇，豈辦見知！”。

## 子女
- 杜琬，員外散騎侍郎
- 杜叔宝，右軍參軍，明帝即位後支持尋陽劉子勛政權，後失敗。[2]